# 앨리스 넌

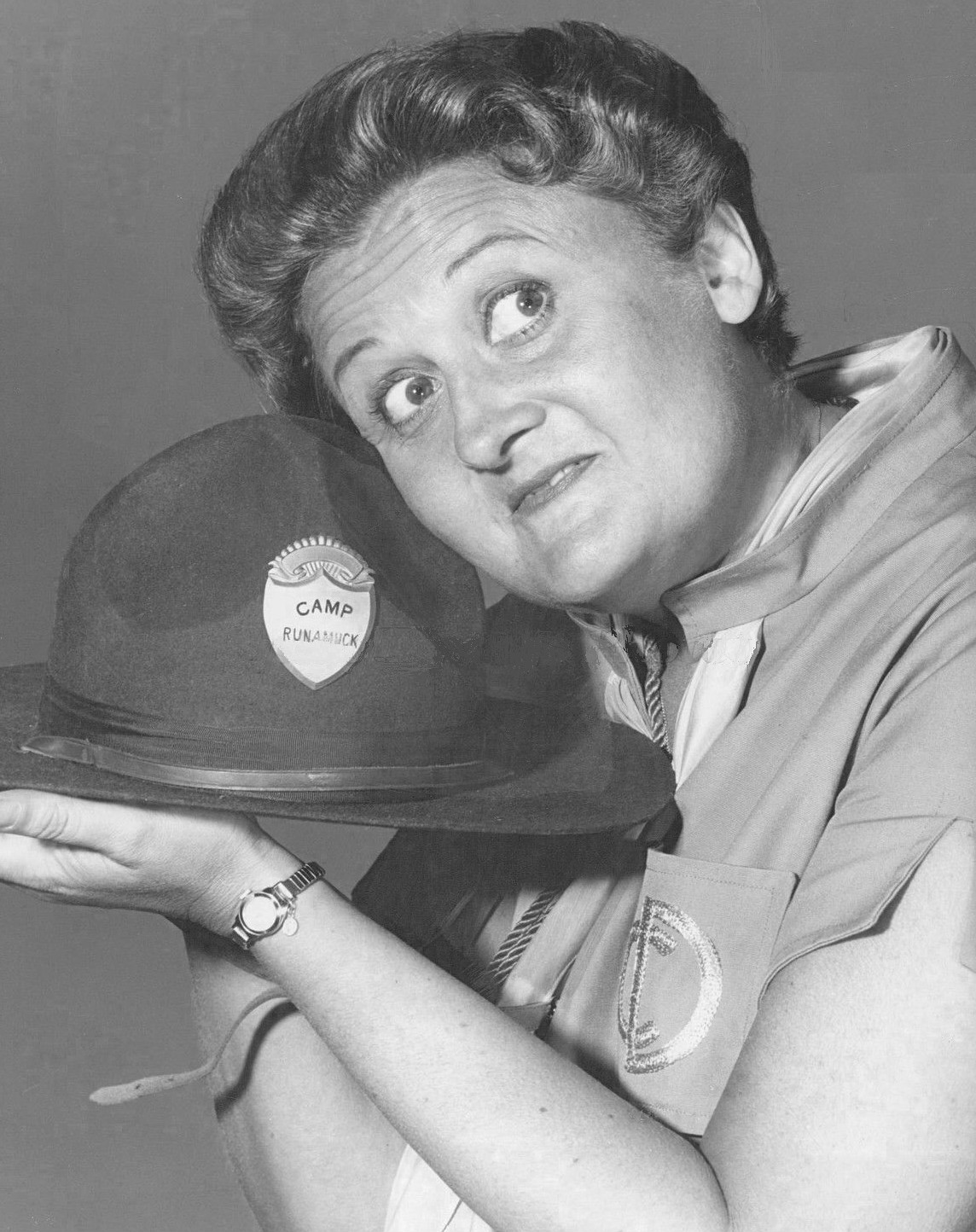

앨리스 넌(Alice Nunn, 1927년 10월 27일 ~ 1988년 7월 1일)은 미국의 연극, 텔레비전 및 영화배우이다.
잭슨빌에서 태어났으며 웨스트할리우드에서 심근 경색으로 사망하였다.

## 영화
- 3시의 결투 (1987년) - 간호사 팰머 역
- 딜루전 (1981년)
- 달리는 사이먼 (1981년)
- 다크 나잇 오브 더 스케어크라우 (1981년)
- 5층 (1978년)
- 분노의 악령 (1978년)
- 마미 (1974년)
- 에어포트 75 (1974년)
- 자니 총을 얻다 (1971년)